# Sans toi
Sans toi (tradução portuguesa: "Sem Ti") foi a canção que representou a França no Festival Eurovisão da Canção 1973 que teve lugar no Luxemburgo. A canção foi interpretada em francês por Martine Clémenceau. Foi a 16.ª canção (penúltima) a ser interpretada na noite do festival, a seguir à canção britânica Power To All Our Friends, interpretada por Cliff Richard e antes da canção israelita Ey Sham, interpretada por Ilanit. A canção francesa terminou num modesto 15.º lugar (entre 17 países) e obteve 65 pontos.

## Autores
- Letrista: Anne Grégory
- Compositor: Paul Koulak
- Orquestrador: Jean Claudric

## Versões
Além da versão original em francês Martine Clémenceau gravou também uma versão em alemão: "Immer".

## Letra
A canção é uma balada dramática, com Martine Clémenceau exprimindo os seus sentimentos relativamente ao seu amante que a tinha abandonado.